# Mâkhi Xenakis
 (juillet 2024).
Si vous disposez d'ouvrages ou d'articles de référence ou si vous connaissez des sites web de qualité traitant du thème abordé ici, merci de compléter l'article en donnant les références utiles à sa vérifiabilité et en les liant à la section « Notes et références ».
Pour les articles homonymes, voir Xenakis.
Mâkhi Xenakis est une dessinatrice, peintre,  graveuse, sculptrice et écrivaine française.
Ses œuvres figurent dans des collections publiques telles que le Centre Pompidou, la Manufacture nationale de Sèvres et des Gobelins, le Fonds national d'art contemporain, le FMAC de la ville de Paris et le musée d'Art d'Orlando (en).
Ses livres sont publiés aux éditions Actes Sud. Iannis Xenakis, un père bouleversant a reçu le prix « Coup de cœur » du prix des Muses de la fondation Singer-Polignac.

## Biographie
Plasticienne et auteure, Mâkhi Xenakis est la fille du compositeur et architecte Iannis Xenakis et de la romancière et journaliste Françoise Xenakis.
Elle dessine et peint depuis l'enfance. Après un bac scientifique, elle étudie l’architecture avec Paul Virilio et crée des décors et des costumes pour le théâtre, notamment avec Claude Regy.
En 1987, grâce à une bourse Villa médicis hors les murs, Mâkhi Xenakis s’installe à New York pour peindre jusqu’en 1989. Elle y fait une rencontre décisive avec Louise Bourgeois qui, entre autres, provoque la publication en 1998 de son premier livre, Louise Bourgeois, l’aveugle guidant l’aveugle, aux éditions Actes Sud. Dans ce livre, elle étudie les liens de l'artiste avec ses lieux d'enfance explore la complexité et les mystères du processus de création.
Parallèlement, elle réalise ses premières sculptures qu'elle expose en 1999 à Paris et Gennevilliers, accompagnée du livre Parfois seule.
En 2001, Mâkhi Xenakis expose ses dessins et ses sculptures à l'hôtel d'Albret et publie Laisser venir les fantômes.
En 2004, invitée à exposer des sculptures à la Salpêtrière, elle découvre dans les archives de l’assistance publique l’enfer carcéral vécu par des milliers de femmes depuis Louis XIV et publie Les folles d’enfer de la Salpêtrière. Elle présente parallèlement un ensemble de 260 sculptures dans la chapelle de la Salpêtrière.
Mâkhi Xenakis publie en 2008 Laisser venir les secrets et est invitée l'année suivante par la manufacture de Sèvres à créer une sculpture en céramique, à tirage limité, intitulée La Pompadour. Elle publie également La Pompadour avec des textes de David Caméo et Gilbert Lascault.
En 2012, retrouvant ses questionnements sur les mécanismes du processus de création qui l’avaient poussée à écrire son livre sur Louise Bourgeois, elle se tourne vers les archives de son père, le compositeur et architecte Iannis Xenakis, et est commissaire d'une exposition au MUba Eugène Leroy de Tourcoing : « Iannis Xenakis, dessinateur à l’aube de l’œuvre ». À partir de l'année suivante elle s'emploie à diffuser et numériser ces archives. En 2015, elle poursuit ce travail par un livre : Iannis Xenakis, un père bouleversant, qui étudie le processus de création de son père à partir de ses archives personnelles, musicales et architecturales, puis tente, dans la seconde partie du livre, de comprendre comment elle s'est elle-même construite face à son père.
En 2018, paraît aux éditions Actes Sud son nouveau livre : Louise, sauvez moi ! Écrit à partir des retranscriptions manuscrites de ses conversations avec Louise Bourgeois sur plus de vingt ans ainsi que d’autres souvenirs importants de sa vie durant cette période. Elle nous fait découvrir une Louise Bourgeois plus intime ainsi que l'évolution de sa propre création indéniablement liée aux deux figures tutélaires que sont son père et Louise Bourgeois.
Mâkhi Xenakis est également co-commissaire avec Thierry Maniguet de l'exposition consacrée à son père, pour le centenaire de sa naissance, qui a lieu à la Cité de la Musique du 10 février au 26 juin 2022. À cette occasion, son livre Iannis Xenakis, un père bouleversant est réédité et augmenté d'une postface dans laquelle elle nous fait découvrir de nouvelles archives.
En 2023, elle participe à une exposition au Domaine de Kergéhennec : « Après nous le déluge ! » en compagnie de l'artiste Zad Moultaka, sous le commissariat d'Emmanuel Daydé.
En 2024, Mâkhi Xenakis participe à l'exposition « Faire corps » à la Villa Datris, « À DESS(e)IN » à la Galerie-Epicerie Contemporaine à Saint Benoît-du-Sault, au Festival D’ALTALEGHJE, en Corse du sud.

### Prix, bourses
- 1987 : lauréate de la Villa Médicis hors les murs, section peinture, pour un séjour de deux ans à New York.
- 1996 : lauréate du prix Lacourière de gravure, Bibliothèque nationale de France et Fondation de France.
- 2016 : prix « Coup de cœur » du prix des Muses de la Fondation Singer-Polignac.
- 2017 : Aide au projet. Fondation nationale des arts graphiques et plastiques.

### Collections publiques (dessins, sculptures)
- Orlando Museum
- Domaine de Chaumont sur Loire.
- Manufacture nationale des Gobelins
- Fnac
- Centre Pompidou, cabinet d’art graphique
- Manufacture nationale de Sèvres
- Manufacture nationale des Gobelins
- Fonds municipal d'art contemporain de la Ville de Paris
- Bibliothèque nationale de France
- Musée Zadkine
- Artothèque, musée des beaux-arts de Brest
- Fonds d’art moderne et contemporain de Gennevilliers
- Bibliothèque municipale de Lyon
- SACEM

### Expositions
- 1983
- Galerie Caroline Corre, Paris
- 1989
- Gallerie Bruno Facchetti, New York
- 1993
- « Autoportraits », La Box, Bourges
- 1999
  - « Sculptures, dessins », galerie Edouard Manet, Gennevilliers ; galerie Alain Le Gaillard, Paris
- 2000
  - « Parfois seule », Le Méjan, Arles
- 2002
  - « Morceaux, livre d’artiste, pastels, sculptures », musée Zadkine, Paris
  - « Laisser venir les fantômes, dessins, sculptures », hôtel d’Albret, Paris
- 2003
  - « Dessins, sculptures », Artothèque de Caen
- 2004
  - « Les folles d’enfer de la Salpêtrière », chapelle et jardins de la Salpêtrière, Paris ; galerie Suzanne Tarasiève, Paris
  - « Mauvais genre », école des beaux-arts de Rouen
- 2005
  - « Les folles d’enfer de la Salpêtrière, sculptures », jardins de la Salpêtrière ; jardins de Sciences-Po
  - « Peintures à histoires », musée des beaux-arts et d'archéologie de Besançon
- 2006
  - Centre d’art Passerelle, Brest ; musée des beaux-arts de Brest ; école supérieure d’arts, Brest
  - « Acquisitions récentes, un choix », Centre G. Pompidou, Paris
- 2007
  - « Dessins, sculptures, vidéo », mairie du 13e, Paris
  - « Dessins », Librairie Bookstorming, Paris. Galerie Catherine Putman, Paris
  - « Continents noirs - dessins, sculptures, vidéo », école d’arts plastiques de Châtellerault
  - « Une sélection de dessins, collection du Centre Pompidou », musée des beaux-arts et d'archéologie de Besançon
- 2008
  - « Laisser venir les secrets », Le Méjan, Arles
  - « Continents noirs », Galerie Tina Kambani, Athènes
  - « Nouvel accrochage », collection Florence et Daniel Guerlain, Les Mesnuls
  - « Drawing Women », Johyun Gallery, Séoul, Busan
- 2009 
  - « Elles@centrepompidou », Centre Georges-Pompidou, Paris
  - « Beautés monstres », musée des beaux-arts de Nancy
  - « Anima Animalia », Biennale de céramique de Châteauroux
  - « La lutte contre le Sida a 25 ans, les artistes soutiennent AIDE », Paris ; Galerie Annie Lagier, L'Isle-sur-la-Sorgue
- 2010
  - « elles nous regardent », galerie des femmes, Paris
  - Collection Florence et Daniel Guerlain, dessins, musée des beaux-arts et d'archéologie de Besançon[3]
- 2011
  - « Chœurs », chapelle du grand couvent, Cavaillon
  - « Espace de destin, espèce de dessins », centre régional d'art contemporain de Montbéliard, commissariat Al Martin
  - Dessins, galerie Farideh Cadot, Paris
  - « Inventer des mondes singuliers », 3e biennale de sculpture, Yerres, commissariat Paul-Louis Rinuy
  - « Lady Paranoïa and Mister Killer » (proposé par Ileana Rodriguez), galerie Polad-Hardouin, Paris
- 2012
  - « Métamorphoses », exposition personnelle, galerie Taïss, Paris
  - « Catharsis », exposition de groupe, galerie Polad-Hardouin, Paris
  - « Unlimited bodies », Palais d'Iéna, commissaires : Caroline Smudler, Jérôme Lefèvre
  - « Iannis Xenakis, dessinateur à l'aube de l'œuvre », commissariat au MUba de Tourcoing
- 2013
  - Donation de dessins, Florence et Daniel Guerlain, centre Pompidou, exposition jusqu'au 31 mars 2014.
  - Installation de sculptures, Musée des Beaux Arts d'Arras - La chose, à l'être lieu, Arras
  - « De l'inachevé », exposition visarte.vaud, gare CFF, Lausanne
- 2014
  - Identité de genre, Béatrice Cussol, Dominique De Beir, Françoise Pétrovitch, Mâkhi Xenakis, Galerie Françoise Besson, Lyon, et Galerie Réjane Louin, Locquirec, 2014
  - Thễbai, Musée de la chasse et de la nature, Paris
  - Fragments de l'inachevé, Lieu unique, Nantes
  - Les chambres hantées de Gilbert Lascault, Musée de l’Hospice Saint-Roch d’Issoudun
  - Le mur, collection Antoine de Galbert, Maison, Rouge, Paris
  - Charcot, une vie avec l'image, chapelle Saint Louis, Pitié Salpêtrière, Paris
- 2015
  - Métamorphoses, galerie Anne Clergue, Arles
  - L'amour, la mort, le diable, une collection particulière, Limoges
  - De la ligne au point, Poppy et Pierre Salinger Foundation, Bastide rose, Le Thor
  - Fox Antic, Hôtel d'Agar, Cavaillon
  - Dessin, Salon du dessin, atelier Richelieu, Paris
- 2016 
  - Méduses, sphinges, folles, en l'Hôtel de Ville du 4e arrondissement de Paris, mai, juin 2016
  - Biennale de sculpture de Yerre, Le corps de la sculpture, Fondation Caillebotte
- 2017 
  - Domaine de Chaumont-sur-Loire
- 2018 
  - Catharsis, Maison des arts de Chatillon
  - Correspondances avec Louise, Galerie des Femmes, Paris
- 2019
  - Galerie Céline Moine, Lyon.
  - Cottrell-Lovett Collection, Orlando Museum of Art
- 2020
  - « Nous ne savions pas ce que vos yeux regardaient », Fondation pour l'art contemporain, Toulouse
  - « Les Rencontres possibles », sculptures, Parc de sculptures du Musée de l'Hospice Saint Roch, Issoudun
  - « Dehors-Dedans, Inédits d'ateliers », Musée de l'Hospice Saint Roch d'Issoudun
  - « Les folles d'enfer de la Salpêtrière », Salle des femmes, Musée de l'Hospice Saint Roch d'Issoudun
  - « Les mots et les lignes », Espace Art Absolument, Paris
  - « DDessin », Espace Art Absolument, Atelier Richelieu, Paris
  - « Araignées, Lucioles et Papillons », Musée en Herbe, Paris
- 2021
  - « Sculpture en fête ! », Fondation Villa d'Atris, L'Isle sur Sorgue
  - « Le bout des bordes », exposition de Jean Luc Parant, La Pop Galerie, Sète
  - « Happy together », exposition de Gilles Balmet, Pavillon Carré Baudouin
- 2022
  - « Jean-Luc Parant, en mémoire du merveilleux », Oeuvres personnelles et hommages d'artistes, Musée Paul Valéry, Sètes
  - « Comme un fleuve qui déborde », exposition de jean Luc Parant et Kristell Locquet, Topographie de l'art, Paris
- 2023
  - « Après nous le déluge », Domaine de Kergéhennec, Commissariat Emmanuel Daydé
  - « Après nous le déluge », Ato_artists, Group Show, London
- 2024
  - « Faire corps », à la Villa Datris,
  - « À DESS(e)IN », Galerie-Epicerie Contemporaine, Saint Benoît-du-Sault
  - « la tête dans les étoiles #2 », Festival D’ALTALEGHJE, Corse du sud

## Publications

### Chez Actes Sud
Collection Beaux-arts
- Louise Bourgeois, l'aveugle guidant l'aveugle, 1998, 112 p.  (ISBN 978-2-7427-7342-8)
- Parfois seule, septembre 1999, 64 p.  (ISBN 978-2-7427-2471-0)
- Laisser venir les fantômes, mai 2002, 96 p.  (ISBN 978-2-7427-3873-1)
- Les Folles d'enfer de La Salpêtrière, septembre 2004, 200 p.  (ISBN 978-2-7427-5148-8), réedition en 2020
- Louise Bourgeois (version anglaise), septembre 2008, 112 p., traduit en l'anglais par Ruth Marshall Koral et par Vedel  (ISBN 978-2-7427-7919-2)
- Laisser venir les secrets, septembre 2008, 112 p.  (ISBN 978-2-7427-7851-5)
- La Pompadour, mars 2011, 64 p.  (ISBN 978-2-7427-9650-2)
- Louise, sauvez-moi !, avril 2018
- Iannis Xenakis, un père bouleversant, réédition augmenté d'une postface. 2022  (ISBN 978-2-330-16172-9).

### Livres d’artiste
- 1993 : Terre lumineuse (gravures), Mâkhi Xenakis, texte D. Davvetas, éd. Michel Chomarat
- 1996 : Parole montante (gravures), Mâkhi Xenakis, texte Jamel Eddine Bencheikh, éd. Tarabuste
- 1997 : Jusqu’à épuisement (gravures), Mâkhi Xenakis et étudiants, éditions école des beaux-arts de Nancy
- 2002 : Morceaux (30 pastels originaux), Mâkhi Xenakis, texte Jean Frémon, éd. L’échoppe
- 2004 : Vingt-quatre heures pour toujours, dessin Mâkhi Xenakis, texte O. Elytis, éd. L’échoppe
- 2005 : Le Regard du père, texte Mâkhi Xenakis, dessins Dominique Le Tricoteur, éd. Centre Vendôme
- 2007 : Les Mots des autres, nouvelle de Jean Frémon, éditions M Nitabah
- 2009 : La Légende d’Eer, texte de Platon, épreuves numériques de Mâkhi Xenakis
- 2011 : Les Dames de Choisy, peintures de Colette Deblé, texte de Mâkhi Xenakis
- 2013 : Les secrets de Mâkhi, voix de Marie Richeux, texte de Mâkhi Xenakis, éditions du renard pâle
- 2013 : L'évangile Métropolitain, texte de louis Calaferte, dessin de Mâkhi Xenakis, éditions Tarabuste
- 2020 : 4 Pastels 4 Sonnets, textes de Constant Candelara et Frédéric Riera, pastels de Mâkhi Xenakis, éd. Arapesh

### En revues
- 2016 : Méduse 1, Méduse 3, Méduse 2, in Arapesh 1/10
- 2018 : Frontispice, in Arapesh 2/10

## Théâtre, opéra

### Création de décors et de costumes
- 2004 : L’Ombre de l’âne, opéra de Richard Strauss, mise en scène René Koering, opéra de Montpellier
- 1987 : Triptyque, mise en scène Dido Likoudis, Centre Georges-Pompidou
- 1986 : Enfant et Roi, mise en scène Jérôme Abenheimer, musée des arts décoratifs
- 1985 : Cassandre, mise en scène Dido Likoudis, Café de la danse
- 1984 : Passagio, opéra de Luciano Berio, mise en scène Claude Régy, théâtre du Châtelet
- 1983 :
  - Sombre Printemps, texte d’Unica Zürn, mise en scène Jérôme Abenheimer, piscine Deligny
  - Les Soldats, pièce de Jakob Lenz, mise en scène Claude Regy, théâtre de la Bastille

### Adaptations théâtrales desFolles d’enfer
- 2007 : mise en scène Anne Dimitriadis, théâtre MC 93 de Bobigny
- 2008 : mise en scène Geneviève Robin, théâtre du Rodour, Morlaix
- 2015 : mise en scène Micheline Welter, théâtre de Celestins, Marseille